# Blackbolbus yunaensis
Blackbolbus yunaensis är en skalbaggsart som beskrevs av Henry Fuller Howden 1985. Blackbolbus yunaensis ingår i släktet Blackbolbus och familjen Bolboceratidae. Inga underarter finns listade.